# Éliminatoires de la Coupe du monde de football 2010, zone Europe, barrages
Cette page donne les résultats des matchs de barrage de la zone Europe des éliminatoires de la coupe du monde de football 2010.
Les huit meilleurs deuxièmes des neuf groupes du premier tour s'affrontent en quatre matchs aller-retour les 14 et 18 novembre 2009. Les quatre vainqueurs de ces doubles confrontations sont qualifiés pour la Coupe du monde 2010 en Afrique du Sud en plus des neuf équipes qualifiées au premier tour.

## Qualification
Se sont qualifiés pour cette phase des matchs de barrage les huit meilleurs deuxièmes des groupes du premier tour. Afin de les déterminer, il a été établi le classement ci-dessous en ne prenant en compte que les résultats des deuxièmes de groupe que contre les premiers, troisièmes, quatrièmes et cinquièmes de leur groupe ( Le numéro du groupe étant représenté entre parenthèses ). 
La  Norvège est éliminée à ce stade de la compétition en tant que moins bon deuxième.
| Rang | Équipe                   | Pts | J | G | N | P | Bp | Bc | Diff |
| ---- | ------------------------ | --- | - | - | - | - | -- | -- | ---- |
| 1    | Russie (4)               | 16  | 8 | 5 | 1 | 2 | 15 | 6  | +9   |
| 2    | Grèce (2)                | 16  | 8 | 5 | 1 | 2 | 16 | 9  | +7   |
| 3    | Ukraine (6)              | 15  | 8 | 4 | 3 | 1 | 10 | 6  | +4   |
| 4    | France (7)               | 15  | 8 | 4 | 3 | 1 | 12 | 9  | +3   |
| 5    | Slovénie (3)             | 14  | 8 | 4 | 2 | 2 | 10 | 4  | +6   |
| 6    | Bosnie-Herzégovine (5)   | 13  | 8 | 4 | 1 | 3 | 19 | 12 | +7   |
| 7    | Portugal (1)             | 13  | 8 | 3 | 4 | 1 | 9  | 5  | +4   |
| 8    | République d'Irlande (8) | 12  | 8 | 2 | 6 | 0 | 8  | 6  | +2   |
| 9    | Norvège (9)              | 10  | 8 | 2 | 4 | 2 | 9  | 7  | +2   |

- La Russie, la Grèce, l'Ukraine, la France, la Slovénie, la Bosnie-Herzégovine, le Portugal et la république d'Irlande participent donc aux barrages.
- La Norvège est éliminée.

## Tirage au sort des matchs de barrage
Les quatre pays barragistes les mieux classés au classement mondial de la FIFA du 16 octobre 2009 bénéficient du statut de tête de série.
| Chapeau 1 | Chapeau 1 | Chapeau 2            | Chapeau 2 |
| --------- | --------- | -------------------- | --------- |
| France    | 9         | Ukraine              | 22        |
| Portugal  | 10        | République d'Irlande | 34        |
| Russie    | 12        | Bosnie-Herzégovine   | 42        |
| Grèce     | 16        | Slovénie             | 49        |

Ces affrontements ont été désignés par tirage au sort le 19 octobre à Zurich.
Les équipes s'affrontent en 2 matches aller-retour les 14 et 18 novembre 2009. Les vainqueurs de ces confrontations se sont qualifiés pour la Coupe du monde 2010.

## Match de barrage république d'Irlande - France
| Équipe 1             | Résultat | Équipe 2 | Aller | Retour      |
| -------------------- | -------- | -------- | ----- | ----------- |
| République d'Irlande | 1 - 2    | France   | 0 - 1 | ap 1 - 1 ap |

- La France qui gagne 2 - 1 au cumul des deux matchs, est qualifiée pour la Coupe du monde 2010.

| 14 novembre 2009 | République d'Irlande | 0 – 1 | France     | Croke Park, Dublin                           |                                              |
| 20 h UTC+0       |                      |       | Anelka 72e | Spectateurs : 74 103 Arbitrage : Felix Brych | Spectateurs : 74 103 Arbitrage : Felix Brych |
| 20 h UTC+0       | Rapport              |       |            | Spectateurs : 74 103 Arbitrage : Felix Brych | Spectateurs : 74 103 Arbitrage : Felix Brych |

| 18 novembre 2009 | France      | 1 - 1 a.p. | République d'Irlande | Stade de France, Saint-Denis                    |                                                 |
| 21 h UTC+1       | Gallas 103e |            | Keane 33e            | Spectateurs : 79 145 Arbitrage : Martin Hansson | Spectateurs : 79 145 Arbitrage : Martin Hansson |
| 21 h UTC+1       | Rapport     |            |                      | Spectateurs : 79 145 Arbitrage : Martin Hansson | Spectateurs : 79 145 Arbitrage : Martin Hansson |

## Match de barrage Portugal - Bosnie-Herzégovine
| Équipe 1 | Résultat | Équipe 2           | Aller | Retour |
| -------- | -------- | ------------------ | ----- | ------ |
| Portugal | 2 - 0    | Bosnie-Herzégovine | 1 - 0 | 1 - 0  |

- Le Portugal qui gagne 2 - 0 au cumul des deux matchs, est qualifiée pour la Coupe du monde 2010.

| 14 novembre 2009 | Portugal  | 1 – 0 | Bosnie-Herzégovine | Stade de la Luz, Lisbonne                        |                                                  |
| 20 h 30 UTC+0    | Alves 31e |       |                    | Spectateurs : 60 588 Arbitrage : Martin Atkinson | Spectateurs : 60 588 Arbitrage : Martin Atkinson |
| 20 h 30 UTC+0    | Rapport   |       |                    | Spectateurs : 60 588 Arbitrage : Martin Atkinson | Spectateurs : 60 588 Arbitrage : Martin Atkinson |

| 18 novembre 2009 | Bosnie-Herzégovine | 0 - 1 | Portugal     | Bilino Polje, Zenica                             |                                                  |
| 20 h 45 UTC+1    |                    |       | Meireles 56e | Spectateurs : 15 400 Arbitrage : Roberto Rosetti | Spectateurs : 15 400 Arbitrage : Roberto Rosetti |
| 20 h 45 UTC+1    | Rapport            |       |              | Spectateurs : 15 400 Arbitrage : Roberto Rosetti | Spectateurs : 15 400 Arbitrage : Roberto Rosetti |

## Match de barrage Grèce - Ukraine
| Équipe 1 | Résultat | Équipe 2 | Aller | Retour |
| -------- | -------- | -------- | ----- | ------ |
| Grèce    | 1 - 0    | Ukraine  | 0 - 0 | 1 - 0  |

- La Grèce qui gagne 1 - 0 au cumul des deux matchs, est qualifiée pour la Coupe du monde 2010.

| 14 novembre 2009 | Grèce   | 0 – 0 | Ukraine | Stade Olympique, Athènes                         |                                                  |
| 20 h UTC+2       |         |       |         | Spectateurs : 39 045 Arbitrage : Laurent Duhamel | Spectateurs : 39 045 Arbitrage : Laurent Duhamel |
| 20 h UTC+2       | Rapport |       |         | Spectateurs : 39 045 Arbitrage : Laurent Duhamel | Spectateurs : 39 045 Arbitrage : Laurent Duhamel |

| 18 novembre 2009 | Ukraine | 0- 1 | Grèce           | Donbass Arena, Donetsk                                |                                                       |
| 20 h UTC+2       |         |      | Salpingídis 31e | Spectateurs : 31 643 Arbitrage : Olegário Benquerença | Spectateurs : 31 643 Arbitrage : Olegário Benquerença |
| 20 h UTC+2       | Rapport |      |                 | Spectateurs : 31 643 Arbitrage : Olegário Benquerença | Spectateurs : 31 643 Arbitrage : Olegário Benquerença |

## Match de barrage Russie - Slovénie
| Équipe 1 | Résultat  | Équipe 2 | Aller | Retour |
| -------- | --------- | -------- | ----- | ------ |
| Russie   | E 2 - 2 E | Slovénie | 2 - 1 | 0 - 1  |

- Le score cumulé des deux matchs est de 2 - 2, la Slovénie est qualifiée pour la Coupe du monde 2010 au bénéfice du but marqué à l'extérieur.

| 14 novembre 2009 | Russie                | 2 – 1 | Slovénie   | Stade Loujniki, Moscou                           |                                                  |
| 19 h UTC+3       | Bilyaletdinov 40e 52e |       | Pecnik 87e | Spectateurs : 71 600 Arbitrage : Claus Bo Larsen | Spectateurs : 71 600 Arbitrage : Claus Bo Larsen |
| 19 h UTC+3       | Rapport               |       |            | Spectateurs : 71 600 Arbitrage : Claus Bo Larsen | Spectateurs : 71 600 Arbitrage : Claus Bo Larsen |

| 18 novembre 2009 | Slovénie  | 1E - 0 | Russie | Stade Ljudski vrt, Maribor                   |                                              |
| 20 h 45 UTC+1    | Dedic 44e |        |        | Spectateurs : 12 150 Arbitrage : Terje Hauge | Spectateurs : 12 150 Arbitrage : Terje Hauge |
| 20 h 45 UTC+1    | Rapport   |        |        | Spectateurs : 12 150 Arbitrage : Terje Hauge | Spectateurs : 12 150 Arbitrage : Terje Hauge |